# Zamostne (przystanek kolejowy)
Zamostne – nieczynny przystanek kolejowy w powiecie wejherowskim, w województwie pomorskim, w Polsce.
| Zamostne                                     |  |                                      |
| Linia 230 Wejherowo – Garczegorze (9,939 km) |  |                                      |
| Góra Pomorskaodległość: 2,549 km             |  | Rybno Kaszubskie odległość: 2,378 km |